# Kanton Marcabelí
Der Kanton Marcabelí befindet sich in der Provinz El Oro im Süden von Ecuador. Er besitzt eine Fläche von 148,7 km². Im Jahr 2020 lag die Einwohnerzahl schätzungsweise bei 6260. Verwaltungssitz des Kantons ist die Kleinstadt Marcabelí mit 3682 Einwohnern (Stand 2010). Der Kanton Marcabelí wurde am 6. Mai 1986 eingerichtet. Zuvor gehörte das Gebiet zum Kanton Piñas.

## Lage
Der Kanton Marcabelí befindet sich im Südwesten der Provinz El Oro. Das Gebiet liegt in der Buschland-Zone von Tumbes (Matarral tumbesino). Entlang der südlichen Kantonsgrenze fließt der Río Puyango nach Westen. Er entwässert das Kantonsgebiet. Der höchste Punkt im Kanton ist der 1293 m hohe Cerro el Oso, in der Cordillera de Tahuin an der nördlichen Kantonsgrenze gelegen. Der tiefste Punkt im Kanton befindet sich im äußersten Südosten am Río Puyango und liegt auf einer Höhe von etwa 330 m. Eine Nebenstraße führt von der Fernstraße E25 nach Osten über Marcabelí zum an der E50 gelegenen Ort Balsas.
Der Kanton Marcabelí grenzt im Süden an den Kanton Paltas der Provinz Loja, im Westen an den Kanton Las Lajas, im Norden an den Kanton Arenillas, im Nordosten an den Kanton Piñas sowie im Osten an den Kanton Balsas.

## Verwaltungsgliederung
Der Kanton Marcabelí ist in die Parroquia urbana („städtisches Kirchspiel“)
- Marcabelí

und in die Parroquia rural („ländliches Kirchspiel“)
- El Ingenio

gegliedert.